# 州吁
州吁（？—前719年），姬姓，名州吁，中国春秋时期卫国第十四任国君。是衞莊公之庶子，衞桓公之弟，弑兄而立，後遭大夫石碏用計殺於陳國，在位不到一年。

## 生平
衛莊公十八年，州吁長大之後，喜歡軍事，衛莊公令他統領部隊。石碏諫衛莊公曰：「庶子好兵，使將，亂自此起。」但衛莊公不聽此一諫言。
衛莊公二十三年，衛莊公薨，太子完立，是為衛桓公。
衛桓公二年，弟州吁驕奢，桓公罷免他，州吁流亡國外。
衛桓公十三年，鄭伯弟共叔段攻其兄郑庄公失敗而逃，州吁求與共叔段為朋友。
衛桓公十六年，州吁收聚衛國亡命之徒以襲殺衛桓公，州吁自立為衛君。曾通过行贿等手段，打着郑庄公胞弟共叔段在卫国避难的儿子公孙滑的旗号，纠合陳國、蔡國、宋國攻打郑国，圍攻鄭國的東門，五日後才退兵。後來這些諸侯加上魯國的羽父一起再次攻打鄭國，打敗了鄭國的步兵，割了鄭國的禾稻，才退兵。
由於州吁自立為君而且喜歡打仗，並弒殺兄長衛桓公，衛國人民皆不愛戴他。大夫石碏因衛桓公的母家在陳國（騙州吁拜访陈桓公，说只要陈桓公在周天子面前说话，就能让周天子承认他为合法的卫国国君），州吁去了陈国。结果到了鄭國郊外，石碏與陳國國君共謀，卫国派右宰丑前往濮地杀了州吁。之後，卫国人立公子晋为衛宣公。

## 影视形象
- 1996年上映的电视剧《东周列国·春秋篇》中，州吁由陆军飾演。